# Ramón Bayeu
Pour les articles homonymes, voir Bayeu et Subías.
Ramón Bayeu y Subías, né à Saragosse le 2 décembre 1744  et mort à Aranjuez le 1er mars 1793, est un peintre espagnol.

## Biographie
Ramón Bayeu naît le 2 décembre 1744 à Saragosse. Il est le frère de Francisco et Manuel Bayeu, tous les deux peintres.
En juillet-août 1766, Ramón Bayeu remporte le concours de peinture de l'Académie royale des beaux-arts de San Fernando, auquel avait pris part Francisco de Goya, son futur beau-frère, avec le tableau La Emperatriz Marta de Constantinopla ante Alfonso X,.
À partir de 1773, il peint des cartons pour la Fabrique royale de tapisseries, 35 au total, dont le El choricero, El juego de bolos, El majo de la guitarra et El muchacho de la esportilla, entre autres, sont célèbres. Il a collaboré avec son beau-frère, Goya, sur des commandes pour le monastère royal de San Joaquín et Santa Ana à Valladolid et l'église de Nuestra Señora de la Asunción (es) à Valdemoro. Il a également peint certaines des fresques de la basilique Notre-Dame-du-Pilier de Saragosse.
Nombre de ses cartons, ses œuvres les plus significatives, sont conservées au musée du Prado. Il a également produit un certain nombre de gravures, généralement des copies de tableaux célèbres tels que La liberación de san Pedro du Guerchin, aujourd'hui au Prado. Six de ses tableaux de grand format se trouvent également dans l'église de l'Immaculée Conception (es) de Trescasas.

## Œuvre

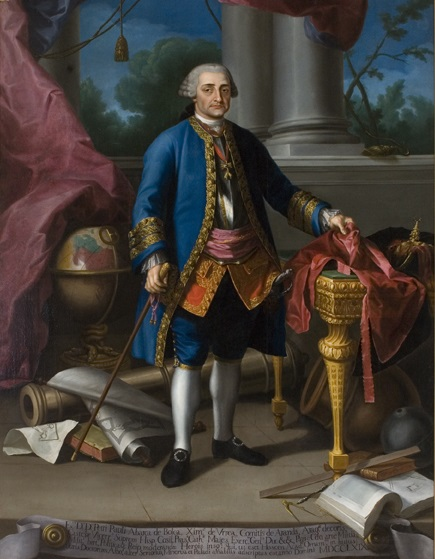
Pedro Pablo Abarca de Bolea, conde de Aranda (1769,).

Plusieurs œuvres sont référencées sur WorldCat:
- Virgen con Niño
- Dos cazadores
- Judith cortando la cabeza a Holofernes
- San Bartolomé
- San Roque
- La incredulidad de Santo Tomás
- San Juan Bautista
- San Jerónimo

D'autres sont au Musée du Prado, dont :
- El paseo de las Delicias[7]
- El ciego músico[8]
- Trece bocetos para cartones de tapices, dont la titularité n'est pas certaine, entre lui et son frère Francisco Bayeu[9]
- Abanicos y roscas[10]